# 질량분석기
질량분석기(質量分析器, 영어: mass spectrometer)는 분자의 질량을 재는 기기로 1912년에 Thompson에 의해 첫 질량분석기가 만들어졌다. 질량분석기는 물질의 질량을 질량 대 전하의 비로 측정하며, 이온은 여러 가지 이온화 방법에 의해서 형성된다. 질량분석기는 크게 시료 주입구, 이온화를 시키는 본체(Source Region), 시료를 비전하에 값에 따라 분리하게 하는 질량 측정기(Mass Analyzer), 비전하의 값을 분석하는 검출기(detector) 파트로 나뉜다.

## 역사
질량분석기의 역사는 1886년 골드슈타인에 의해서 시작된다. 그는 전하를 띈 기체분자가 저압 조건 양극에서 음극으로 이동하는 선을 발견하고 이를 양극선이라고 명명하였다.  빌헬름 빈은 1899년 이 양극선이 강한 전기장 혹은 자기장에 의해서 휘게 되는 것을 발견하고 기기를 고안해서 전하 대 질량비에 따른 분자의 분리를 시도하였다. 조지프 존 톰슨은 빈이 고안했던 기기를 좀 더 기압이 낮은 상황으로 조성해서 발전시켰다. 1918년과 1919년 사이에는 애스턴과 뎀프스터의 개량을 통해서 초점 질량분석계가, 1935년~36년에는 이중 초점 질량분석계가 발명되었다. 1953년에는 파울리와 슈타인베델에 의해서 사중극자 질량분석계가 확립되었다. 1989년에는 데마트와 폴에 의해서 이온을 가두는 방법이 발명되었고 그에 대한 노벨상이 수상되었다. 또 2002년에는 Electrospray Ionization을 고안한 푄과 Soft Laser Desorption을 발명한 다나카에 의해서 노벨 화학상이 수상되었다.

## 시료 주입
시료를 넣는 방법은 상황에 따라 다르지만, 모든 시료는 다 기체 상태로 입구에 들어가야 한다. 시료를 이온화 할 때 기체를 중심으로 하기 때문이다. 그래서 휘발성이 있고, 온도변화에도 안정적인 시료 혹은 기체 같은 경우가 질량분석에 좋다. 반면에 액체나 고체 상태의 시료는 열을 가해줘서 증기압이 큰 기체로 상변화 시켜주어야 한다. 또한 온도변화에 불안정한 물질이나 시료의 증기압이 충분히 크지 못한 물질에 대해서는 바로 이온화 과정을 거치는데, 이 경우 특별한 장치가 필요하다.

### 직접 증기 유입구
가장 간단한 방법으로, 자기가 측정하고 싶은 기체 상태의 시료를 바로 본체로 넣는 방법이다. 이 방법은 기체 말고도 큰 증기압을 가지고 있는 액체나 고체 상태의 물질에 대해서도 잘 이용될 수 있다. 비록 증기압이 작다고 해도, 가열을 시켜서 증기를 형성시키면 된다. 하지만, 분석물질이 순수한 물질이어야 한다.

### 기체 크로마토그래피
기체 크로마토그래피를 이용하는 것은 질량분석기에서 가장 흔한 방법일 것이다. 왜냐하면, 분석하고 싶은 시료가 보통은 다른 기체들과 섞여 있는 경우가 많으므로, 보통은 기체 크로마토그래피를 통해서 1차적으로 분리를 하는 과정을 거치게 된다. 기체 크로마토그래피의 단점은 기체 크로마토그래피로부터 주입되는 기체의 압력을 조절해야 한다는 점이다. 질량분석기는 거의 진공 상에서 분석이 진행되어야 하기 때문에 압력이 높으면 안 된다. 그래서 다른 부가적인 기기를 통해서 압력을 적정선으로 낮추어주는 과정이 필요하다.

### 액체 크로마토그래피
액체 크로마토그래피는 열에 약하면서 기체 크로마토그래피에서 분리하기 어려운 혼합물에 이용된다. 지금에 와서는 더욱 더 발전된 형태로 질량분석기와 자주 이용되는 방법이다.

### 직접 삽입 프로브
DIP은 증기압 크기가 작아서 기체 상태로 변화하기 어려운 액체나 고체에 이용되는 방법이다. 시료는 작은 관 속에서 넣어진 다음에 기기 속에 있는 가열하는 부분으로 옮겨지게 된다. 이 때, 이 부분은 진공 상태에 위치하게 된다. 이 뒤 온도를 높여서 시료를 기체로 만든다. 비록 DIP은 Direct Vapor Inlet보다 더 많은 과정을 거쳐서 번거롭지만, Direct Vapor Inlet 방법보다 더 높은 온도로 높일 수 있어서 더 다양한 시료가 분석이 가능하다.

### 시료의 직접적 이온화
시료가 조금만 가열해도 쉽게 분해되거나 아니면 증기압 크기가 거의 없는 물질 같은 경우에는 바로 이온화 시키는 방법을 이용한다. 이러한 기술들은 보통 액체 크로마토그래피/Glow Discharge MS/ Fast Atom bombardment And laser ablation에 이용한다.

## 이온화 방법
질량분석기는 비전하 값이 존재해야만 분석이 가능한 기기이다. 그러므로 시료를 이온화시켜야 하는 과정이 꼭 필요하다. 보통은 중성상태에 있는 시료에 전자를 붙이는 [전자 이온화] 방법을 이용한다. 또는 화학반응을 통해서 MH+와 같이 전하를 띄게 만드는 경우도 있다. 그 외에 기타 다양한 방법들이 있지만, 그 모든 방법들은 전부 원자 간의 결합 에너지를 고려해야 한다. 강한 에너지로 이온화를 시키게 되면 분자가 분해될 수 있다. 한편으로는 이와 같은 방법을 통해서 연구를 하는 경우도 존재한다.

### 전자 이온화
전자를 통한 이온화 기술은 가장 자주 이용되는 이온화 방법이다. 이 방법은 기체에 가장 잘 적용되지만, 그만큼 단점이 존재한다. 바로 분자들을 쉽게 분해 시켜버린 다는 것이다. 그래서 원래의 시료가 아닌 다른 그 시료의 일부분이 분석된다. 원리는 다음과 같다. 기기 내에는 작은 구멍이 존재해서 전자가 계속해서 나온다. 이 전자는 전기장에 의해서 가속이 되고 결국에 큰 운동 에너지를 갖게 된다. 이 흐름 속에 시료를 흘러주게 되면, 시료와 전자가 충돌하게 된다. 이 때, 시료의 최외각 전자는 전자로부터 충분한 에너지를 받게 되고 시료는 이온화가 된다. 
이온화를 시킬 때 이용하는 전자의 에너지는 전자에 걸어준 전압의 크기로 정의 된다. 예를 들어서 70V의 크기로 전압을 걸면 70eVEI라고 한다. 이 정도의 에너지는 충분히 시료를 조각내고도 남을 에너지이다. 왜냐하면 70eV의 에너지 중 약 1400kJ/mol(15eV)정도로 분자에 전달되게 되는데, 보통 화학 결합 에너지는 290kJ/mole(3eV) 이기 때문이다. 또한 대부분의 유기물질은 10eV정도의 에너지로도 분해가 되니, 매우 큰 값이다. 이처럼 이온화를 할 때. 원래의 시료가 아닌 조각난 시료들이 질량분석기에 들어가기 때문에 스펙트럼에서도 역시 그 시료의 일부가 검출되게 된다. 이 때, 전자가 전압에 의해서 생긴 운동 에너지에 따라서 스펙트럼 결과가 조금씩 달라지게 된다. 그래서 시료가 어떤 구성으로 되어 있는지 알 수 있게 해준다.

### 화학적 이온화
화학적으로 이온화를 시키면 전자를 이용한 이온화보다 상대적으로 적은 에너지를 이용해서 이온화를 한다. 그렇기 때문에, 시료가 조각나게 되는 경우가 더 적다. 그래서 화학적으로 이온화를 할 시 원래 시료의 비율이 높아지게 된다. 그래서 보통은 분자량을 모르는 물질을 분석할 때 이용되는 경우가 많다. 다만, 기기를 약간 변형에 해야 하는 점이 있다. 
이온화는 작은 공간 속에서 이루어지게 된다. 그 공간속으로 전자 광선이 들어갈 수 있도록 구멍이 존재하며, 그 안에는 이온화에 필요한 기체와 분석하고 싶은 시료가 있다. 이 기체는 CH5+와 같은 분자처럼 전자 광선에 의해서 이온이 되어있다. 이런 이온은 좋은 양성자 주개이다.  분석 과정을 대략적으로 다음과 같다. 기체는 반응이 이루어질 공간 속으로 약 10 Pa(0.1torr)으로 주입되게 된다. 10 Pa의 압력은 보통 본체 부분에 있는 압력인 10-3Pa보다 큰 값이 된다. 이처럼 비교적 큰 압력 값으로 기체를 흘려보내는 이유는 바로 평균 자유 이동 거리를 일부러 줄이기 위해서이다. 약 10Pa 정도의 압력이면, 평균 자유이동 거리가 10-4m으로 분자간의 충돌이 쉽게 일어나게 된다. 그래서 CH5+와 같은 분자에 의해서 양성자가 시료와 충돌하게 되어서 이온화를 시킨다. 화학적 이온화를 위해서 이용한 기체는 보통 메탄, 이소부탄, 암모니아 가스를 이용한다. 메탄은 제일 강한 양성자 주개로 양성자 친화도가 5.7eV이다. 메탄보다 약한 이온화 과정에는 이소부탄(양성자 친화도 8.5eV)이나 암모니아 (9.0eV)를 자주 이용한다.

### 빠른 원자 충격과 2차 이온 질량 분석법
FAB와 SIMS는 모두 강한 에너지를 이용해서 시료들을 단번에 이온화시키는 방법이다. 이 방법들은 기체보다는 액체나 고체 상태의 시료를 분석할 때 주로 이용된다. 이온화를 위해서 강한 에너지를 가지고 있는 광선이 시료와 충돌되게 한다. 그 시료는 단번에 기체 상태 더 나아가서 이온화까지 되게 된다. 보통 1000 돌턴정도의 분자에 유용하게 이용되며, 가열이 필요하지 않으므로 열에 약한 물질을 분석할 때 유용하다. 
FAB와 SIMS의 차이점은 시료를 어떻게 전처리하는가에 있다. FAB 방법에서는 배경용액에 시료를 묽혀서 이용한다. 그리고 이 액체를 본체에서 분석되게 된다. 보통은 글리세롤이나 비슷한 증기압을 가진 액체를 이용해서 시료를 묽히게 된다. 이렇게 함으로써 광선이 좀 더 효과적으로 시료에 집중될 수 있도록 해준다.
SIMS는 FAB와 다르게 고체의 표면을 분석할 때 이용한다. 시료를 액체에 묽히는 과정 없이 바로 시료를 분석한다. 대신 분석할 때에는 많은 어려움이 존재한다. 대신에 시료의 표면에 대해서 연구할 때 이용한다. 표면의 구성이나 깊이 같은 것을 알려주기 때문이다. 또한 이 기술은 높은 감도를 가지고 있는 장점이 있지만 정량화가 어렵다는 문제점을 가지고 있다.

### 대기압 이온화와 전기분무 이온화
API는 대기압 상태에서 물질은 이온화 시킨 다음에 바로 질량분석기에서 분석하는 방법이다. API를 이용하는 물질들은 보통 열에 약한 물질인 펩티드, 단백질, 아니면 중합체 등이다. 이온화된 물질은 적절한 용매에 용해시켜서 질량분석기에서 분석을 하게 된다. API에서는 시료가 다단계의 펌프로 주입되게 된다.
ESI는 최근에 들어서 각광 받고 있는 API의 한 응용 방법으로 많은 각광을 받고 있다. 자주 액체 크로마토그래피와 이용되는 방법으로 열에 약한 물질 및 분자량이 큰 물질에 사용된다. 이 방법은 금속 주입구와 API의 첫 번째 스키머에 매우 큰 전기장을 걸어준다. 다양한 이론들이 ESI의 원리를 설명하고 있는데 그 중 한 이론이 제시하기를 전기장을 걸어주게 되면 시료가 섞여 있는 방울이 전하를 띄게 된다. API를 거치게 되면서 용매가 기화하게 되고 방울의 크기는 줄어들게 된다. 그래서 표면의 전하 밀도가 증가하게 된다. 일정 수준이 되면 전하에 의해서 밀어내는 반발력의 크기가 용매가 가지고 있는 표면장력보다 커지게 되어서 방울이 분해되게 된다. 분해되면서 다양한 전하량을 가지고 있는 이온을 형성하게 된다. 실제로 ESI 스펙트럼을 보면 다양한 전하량을 가지고 있는 것을 확인할 수 있다.
다양한 전하량을 가지고 있는 이온들을 형성시키기 때문에, 이 방법은 큰 분자량을 가지고 있는 분자에 유용하다. 큰 분자량을 가지고 있으면 보통 훨씬 더 좋은 기기를 요한다. 하지만  전하량이 커지게 되면 비전하의 값이 작아지게 되므로 비전하가 작은 범위 내에서도 자를 분석할 수 있게 된다. 즉, ESI를 이용하게 되면 비교적 싼 기기를 이용하고서도 큰 분자량을 가지고 있는 분자를 분석할 수 있게 된다. 
API source는 ICP-MS에서도 이용된다. ICP-MS에 존재하는 분사기는 액체 시료를 고온의 플라즈마 상태로 만들기 위해서 이용되는 부분이다. 이 때, 위에 제시되어 있는 Electrospray과 유사한 방법을 통해서 주입하게 된다.

### 매트릭스 보조 레이저 탈착/이온화 (MALDI)
MALDI는 레이저로 시료의 흡착과 이온화를 동시에 시키는 기술이다. 기화가 되기에 자연스럽게 기기 내로 들어가게 된다. 주로 고분자인 천연 중합체, 단백질이나 펩티드 같은 물질을 분석하는데 이용한다. 분석을 위해서 레이저의 파장대를 흡수할 수 있는 배경용액에 시료를 묽혀지게 된다. 이러한 혼합물에 레이저를 쏴서 배경용액에 에너지를 가하게 한다. 이 때 흡수한 에너지를 통해서 시료를 이온화시키게 된다. 레이저를 이용하는 방법은 MALDI 말고도 다른 기술에서도 이용되는 방법이지만 어떤 원리로 이루어지는 지는 아직도 논의가 진행되고 있다.

### 그 외에 기타 이온화 방법들
FD(Field Desorption), PD(Plasma Desorption), RIMS(Resonance Ionization Mass Spectroscopy), LAMMA(Laser Micorprobe Mass Analysis)등이 존재한다.

## 질량분석기기
질량분석기는 형성된 이온을 각각의 질량에 따라 분리시켜 주는 기기이다. 질량분석기의 중요한 특징 세 가지 특성으로서 질량분석 상한선, 투과효율, 분해능이 있다. 질량분석 상한선은 m/z ratio에서 가장 높은 값을 의미한다. 이온원(ion source)으로부터 검출기(detector)에 도착하는 이온의 비율을 투과효율이라고 하며 분해능이란 얼마나 작은 분자량의 차이로도 두 신호를 구분할 수 있는 지의 능력을 말한다. 
모든 질량분석기에 쓰이는 이론적 부분으로써 Newton's second law와 Lorentz force law가 있는데,
{\displaystyle F=ma} (Newton's second law)
{\displaystyle F=Q(E+v\times B)} (Lorentz force law)
{\displaystyle F}: 이온에 작용하는 힘

{\displaystyle m}: 이온의 질량

{\displaystyle a}: 이온의 가속도

{\displaystyle Q}: 이온의 전하량

{\displaystyle E}: 전기장

{\displaystyle v}: 이온의 속도

{\displaystyle B}: 자기장

이 두 식으로부터 주어진 전기장과 자기장에 대해 이온의 운동이 그 이온의 질량과 전하량에 의해 결정되는 것을 알 수 있다. 이러한 질량과 전하량의 비를 m/z ratio라고 한다.
이온화 방법이 매우 다양하듯이 질량분석기기의 종류 또한 다양하다. 

### 사중극자 분석기

사중극자 분석기의 모식도

사중극자 분석기(quadrupole analyzer)는 사이즈가 작고 비용이 많이 들지 않으며 빠른 스캔 비율과 높은 전송 효율을 가지고 있어 가장 흔하게 쓰이는 질량분석기이다. 
사중극자 분석기는 그림과 같이 4개의 평행한 금속 막대로 이루어져 있다. 마주보고 있는 한 쌍의 막대에는 {\displaystyle +(U-Vcos(wt))}의 전압이 걸려있고 다른 한 쌍의 막대에는 {\displaystyle -(U-Vcos(wt))}의 전압이 걸려있게 된다. 이때 {\displaystyle U}는 직류 전압이고 {\displaystyle V}는 교류 전압이다. 이렇게 4개의 평행한 막대에 걸려있는 전압은 이온의 이동경로에 영향을 주게 된다. 이때 주어진 직류, 교류 전압에 대해 일정 m/z ratio 값의 이온들만 quadrupole filter를 통과하게 되고 나머지 이온들은 경로를 벗어나게 된다. 이를 이용하여 다양한 전압에 따라 quadrupole filter를 통과하는 이온들을 측정하며 질량 스펙트럼(mass spectrum)을 얻게 된다. 여기서 전압을 조절하는 방법으로써 두 가지가 있는데, 고정된 {\displaystyle U}, {\displaystyle V} 값에 대해 {\displaystyle w}값을 달리 해주는 방법과 고정된 {\displaystyle w} 값에 대해 {\displaystyle U}, {\displaystyle V} 값을 달리 해주는 방법이 있다.

### 사중극자 이온 트랩
사중극자 이온 트랩(quadrupole ion trap)은 사중극자 분석기와 비슷한 원리를 갖는다. 하지만 사중극자 분석기가 일정 m/z ratio를 갖는 이온을 검출기로 보내고 나머지를 경로에서 이탈하게 하는 것과는 달리 사중극자 이온 트랩은 일정 범위의 이온들을 고리 전극(ring electrode)과 두 끝자리 전극(endcap electrode) 사이의 공간에 가두고 그 이외의 이온들을 검출기를 향해 방출시키게 된다. 이 때 트랩 되는 이온들의 m/z ratio의 범위는 사중극자 분석기처럼 전압의 진폭과 진동수에 의해 결정된다.

### 자기 섹터 질량분석기

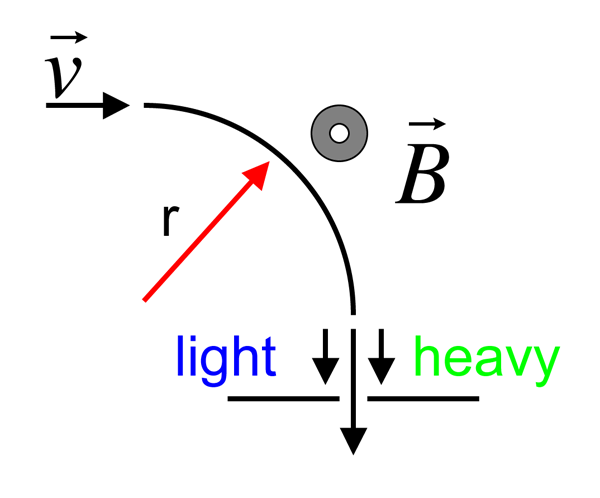
자기 섹터 질량분석기를 통한 이온의 분리

자기 섹터 질량분석기(magnetic sector mass spectrometer)는 부채꼴 모양의 자기 섹터를 갖는다. 이온들은 이온원(ion source)으로부터 높은 속도로 가속되어 자기 섹터를 통과하게 되고 자기 섹터 속에서 자기장의 영향을 받게 된다. 로렌츠 힘에 의해서 이온들의 이동 경로는 오른쪽 그림과 같이 휘게 되고 그 휘는 정도가 이온의 m/z ratio에 따라 달라진다. 따라서 자기 섹터는 이온들을 m/z ratio에 따라 분리하게 된다.

### 비행시간형 질량분석기
비행시간형 질량분석기(time of flight mass spectrometer, TOFMS)는 질량분석기 중에서 가장 간단하다고도 할 수 있는 질량분석기이다. 원리를 살펴보면 이온이 전기장 속에서 가속되어 속도를 갖게 되고 그 속도로 검출기까지의 일정 거리를 가게 되는데 가는데 걸리는 시간이 m/z ratio의 제곱근에 비례하게 되어 이온의 분리가 가능해진다. 수식적으로 살펴보면,
{\displaystyle E=zV={\tfrac {1}{2}}mv^{2}}
⇒ {\displaystyle v={\sqrt {\frac {2zV}{m}}}}
{\displaystyle t={\frac {L}{v}}=L{\sqrt {{\frac {m}{z}}{\frac {1}{2V}}}}}
{\displaystyle z}: 이온의 전하량

{\displaystyle V}: 가속 구간 동안의 전위차

{\displaystyle m}: 이온의 질량

{\displaystyle v}: 가속 후 이온의 속도

{\displaystyle L}: 가속 후 검출기까지의 이동거리

가 되어 시간이 m/z ratio의 제곱근에 비례하는 것을 알 수 있다. 

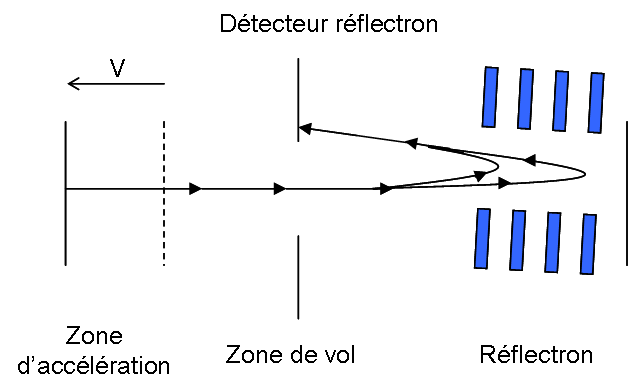
비행시간형 질량분석기의 모식도

이러한 비행시간형 질량분석기에는 문제가 존재하는데 같은 m/z ratio를 가진 이온이라 하더라도 출발 시간과 초기 운동에너지가 완벽히 같지 않을 수 있다는 것이다. 이는 분해능 저하의 요인이 된다. 이를 해결하기 위해 마련한 방안이 reflectron이다. 
그림을 통해 알 수 있듯이 reflectron은 이온을 반사시켜 주는 것인데 이 때 반사되는 경로가 이온에 따라 다르게 된다. 같은 m/z ratio의 이온에 대해 느린 이온은 더 가까운 곳에서 반사되고 빠른 이온은 더 멀리서 반사되게 된다. 이는 같은 m/z ratio의 이온에서 다른 시간 값을 갖게 되는 것을 보완해 주어 분해능을 높여주게 된다.

### 푸리에 변환-이온 싸이클로트론 공명 질량 분석기
이온이 자기장 안에서 운동하게 될 때 이온은 로렌츠 힘을 받게 되고 결국 원운동을 하게 된다. 이를 수식적으로 살펴보면
{\displaystyle F=zvB={\frac {mv^{2}}{r}}}
⇒{\displaystyle w={\frac {v}{r}}={\frac {z}{m}}B}
{\displaystyle z}: 이온의 전하량

{\displaystyle v}: 이온의 속력

{\displaystyle B}: 자기장

{\displaystyle m}: 이온의 질량

가 되어 싸이클로트론 주파수(cyclotron frequency)가 m/z ratio에 대해 정해지게 된다. 
이온이 원운동을 하면서 전류를 생성하게 되는데 이 때 radio frequency는 이온들을 들뜨게 하여 측정 가능한 전류(image current)를 생성할 수 있도록 도와주게 된다. 이렇게 검출된 신호를 각 싸이클로트론 주파수에 대해 Fourier transform하게 되어 각 m/z ratio에 대한 정보를 얻을 수 있게 된다. 이러한 푸리에 변환-이온 싸이클로트론 공명 질량 분석기는 높은 분해능과 높은 정확도를 가진다는 장점이 있다.

## 검출기

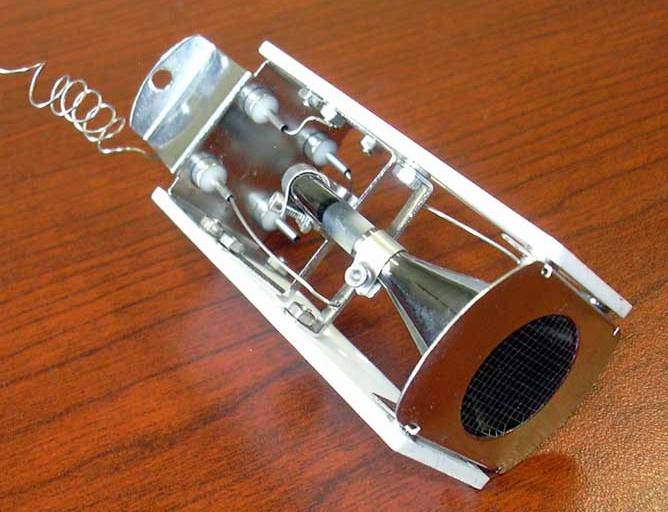
Continuous dynode electron multiplier detector

앞에서 소개한 질량분석기를 통과한 이온들은 검출기를 향해 들어오게 된다. 검출기는 이러한 이온이 만드는 신호를 검출하여 질량 스펙트럼(mass spectrum)을 그리게 된다. 이 때 이온들이 만드는 신호의 크기가 매우 작기 때문에 신호의 증폭이 검출기로 신호를 검출함에 있어서 필수적이다. 이러한 검출기로서 Electron multiplier가 주로 많이 쓰이고 그 외에도 패러데이 컵(Faraday cup), photomultiplier가 있다. 
각각의 검출기에 대해 간단히 소개하면 electron multiplier는 2차 전자 복사 효과를 이용한다. 여러 개의 다이노드(dynode)로 구성되어 있어 이온이 처음 다이노드와 충돌하여 전자를 방출하면 그 전자가 다음 다이노드와 충돌하여 전자를 방출하는 과정이 반복되어 신호를 증폭시킨다. 패러데이 컵은 electron multiplier와 유사한데 이온이 다이노드와 충돌하여 2차 전자가 방출되면 이 때 전자가 순간적으로 방출됨으로 인해 전류가 생기게 되어 신호를 측정한다. photomultiplier는 위의 검출기들과 다르게 양성자를 이용하게 되는데 이온이 다이노드와 충돌하여 전자를 방출하면 그 전자가 인막(phosphorus screen)과 충돌하여 양성자가 방출되고 그 양성자를 통해 신호가 증폭된다. 이 검출기는 진공을 유지할 수 있고 수명이 매우 길다는 장점을 갖는다.

## 분석 방법

### 데이터 산출
질량 분석기는 다양한 종류의 데이터를 산출한다. 가장 대표적인 데이터 표현방식은 스펙트럼이다. 어떤 종류의 질량 분석 데이터들은 크로마토그램으로 가장 좋게 묘사된다. 크로마토그램의 종류에는 Selected ion monitoring (SIM), total ion current (TIC), 그리고 selected reaction monitoring chromatogram(SRM) 등이 있다.
다른 종류의 질량 분석 데이터들은 3차원 등고선도로 출력된다. 이러한 형식에서, 질량-전하 비율은 x 축, 강도는 y축, 그리고 시간과 같은 추가적 실험 매개변수가 z축에 기록된다.

### 기본
질량 분석 데이터 해석은 실험의 데이터가 어떻게 나왔느냐에 따라 달라지며, 매우 복잡하다. 따라서 어느 데이터인지에 따라 이해의 기본이 되는 데이터의 일반적인 구분이 있다.
많은 질량 분석기들은 음이온은 물론 양이온에도 이용이 가능하다. 관측된 입자가 음으로 대전되어 있는지 양으로 대전되어 있는지는 매우 중요하다. 이는 가끔 중성 입자를 결정하는 데에도 중요함은 물론, 어떠한 입자 또는 분자의 특성을 알려주기도 한다.
원래 입자 또는 분자에서 쪼개져 나온 다른 종류의 이온들은 다른 배열의 조각들을 야기한다. 하나의 전자 이원화원이 많은 일반적으로 전자가 하나인 라디칼(홀수개의 전자)과 같은 여러 조각들을 만들어내는데 반해 스프레이 이온화방법에 사용하는 이온화원은 라디칼이 아닌 자주 1- 이상으로 대전되는 준분자 이온들을  만들어낸다. 이중 질량 분석기는 고의적으로 조각 이온들을 만들고, 실험에 의해 만들어진 데이터의 유형을 바꿀 수 있다.
샘플의 제조 원리를 이해하는 것으로 샘플의 분자 구성과 그 파편을 추정 가능하게 한다. 합성이나 제조된 샘플은 화학적으로 목적 성분과 관계된 불순물을 포함한다. 비교적 가공되지 않은 생물학적 샘플은 아마도 어떠한 분석기들에 의해 분석될 수 있는 부가 생성물을 형성하는 특정한 양의 염을 포함하고 있을 것이다.
결과는 또한 샘플을 어떻게 준비하고 또 어떻게 사용되었는지에 따라 크게 좌우된다. 중요한 예로, MALDI spotting에 사용되는 matrix를 들 수 있는데, 대부분의 탈착/이온화 에너지 반응이 레이저보다 matrix에 의해 조절되었기 때문이다. 가끔 샘플들은 양성자 종보다는 염이나 다른 부가 생성물을 만드는 이온화기가 첨가되어 있다.
질량분석 전문가가 아닌 사람들이 그들만의 실험이나,  질량분석 전문가와의 공동연구를 할 때 나타나는 가장 큰 문제의 근원은 실험의 연구 목적의 타당성이다. 타당한 정의의 실험 목적은 적절한 데이터와 성공적인 해석을 위한 전제조건이다. 질량분석기에 의해 얻을 수 있는 것들은 분자의 질량, 구조 그리고 순도이다. 각각의 문제들은 다른 방법의 실험을 요구한다. 그저 간단한 질량 스펙트럼만 가지고는 그에 대한 답을 얻을 수 없다.

## 응용

### 동위원소 비율 질량분석: 동위원소 연대결정과 추정
질량 분석기는 또한 샘플 원소의 동위원소 조성을 결정하는데도 사용된다. 동위원소와 실제 원소와의 질량차이가 매우 큰 동위원소들은 보통 매우 드물다. 따라서 매우 정교하고, 정밀한 장비가 필요하다. 이러한 장비들을 동위원소 비율 질량 분석기 라고 불리는데, 보통 이온화된 입자의 빔을 휘게 하는데 단일 자석을 사용한다. 동위원소 비율은 실험 과정의 변화를 보여주는 매우 중요한 표시이다. 어떤 동위원소 비율은 재료의 나이를 결정하는데 사용되기도 하는데 그 예로 탄소 연대측정이 있다. 안정된 동위원소 또한 단백질의 양을 재는 데도 사용된다.

### 미량 가스 분석
몇 가지 기술들은 정교한 이온화원(선택적 이온관, 양성자 이동 반응)에서 만들어진 이온들을 사용한다. 이 방법들은 공기, 숨이나 유체 분석을 위한 화학적 이온화의 일종이다. 정확히 결정된 반응 시간은 내부 기준이나 보정 없이 이미 알고 있는 반응에서 나온 농도 계산을 정확히 할 수 있게 한다.

### 신약개발을 위한 프로테오믹스
환경요인은 유전자의 변화에 절대적인 영향을 끼쳐 질병의 발병에 큰 요인으로 작용한다. 유전자와 환경간의 상호작용으로 인한 질병 발생과정에서 유전자의 산물인 단백질이 질병에 대한 일종의 마커 역할을 하여, 질병의 진단, 치료 및 처치를 위한 기본 정보를 제공한다. 이와 같은 단백질 및 단백질의 변형을 밝히는 연구를 프로티오믹스라고 하는데, 이를 위해 체액 내 단백질을 분석하기 위한 질량분석기와 축적된 실험정보를 통해 단백질의 신원을 밝히는 바이오 인포마틱스는 신약개발의 주요 도구로 자리잡고 있다.

### 법정 증거물 분석
현재 질량분석기는 다양한 법정 증거물의 분석을 위해 활용되고 있다. 법적 분석분야는1800년대 분석화학의 발전에 힘입어 시작되었다. 1800년대 중반에 니코틴과 같은 독약을 검출하는 방법이 알려졌다. 보통 큰 증거물에 대해서는 질량 분석기를 사용할 수 없기 때문에 물건의 코팅 시료, 인화물질, 산화제등이 보통 질량분석기를 통해 검출되고, 결정되는데, 근래에는 레이저 조사를 병합하여 높은 감도를 얻는 방식을 사용하고 있다. 이 방법은 전처리가 필요하지 않으며, 300ng의 시료만이 이용되는 것이 큰 장점이라 볼 수 있다.

### 고분자 특성 분석
"고분자 특성분석의 목적은 그 물질이 자연으로부터 유래된 것이든, 합성된 것이든 그 물질의 조성, 특성 그리고 기능까지를 분석하는 것을 말한다. 이 작업의 어려움은 자연고분자인 프로테인의 구조, 운동의 kinetic, 다른 분자와의 상호작용, 분자를 둘러싼 환경 등을 보면 알 수 있다."
고분자 분석에 있어 질량분석기의 가장 중요한 기능은 끝 그룹의 특성분석과 정량이다. 고분자의 특성은 종종 끝 그룹의 조성과 관계되어 있으며 질량분석기를 사용하여 이 조성을 측정할 수 있다. 고분자가 어떻게 합성되었는지에 대한 정보와 다른 분석기기에서 얻은 결과로 끝 그룹의 조성을 추측할 수 있다.
정량 분석을 할 경우에는 항상 신호대 잡음비율이 큰 문제이다. 고분자가 반복되는 패턴을 보여주므로 일정한 분자량 범위에서 신호를 축적하면 신호대 잡음비를 높일 수 있다.

### 우주 탐사
As a standard method for analysis, mass spectrometers have reached other planets and moons. 가장 기본적인 분석의 과정으로써, 질량 분석기는 다른 행성과 달로 보내졌다. 두 개는 바이킹 프로그램의 일환으로 화성으로 갔다. 2005년 초반 카시니-호이겐스 미션은 특화된 GC-MS(가스 크로마토그래피 질량 분석기)를 토성의 가장 큰 위성인 타이탄의 대기로 보냈다. 이 장비는 타이탄의 대기 성분을 낙하선의 낙하 궤적에 따라 분석할 수 있었다. 

## 같이 보기
- 분석화학